# Křest litím

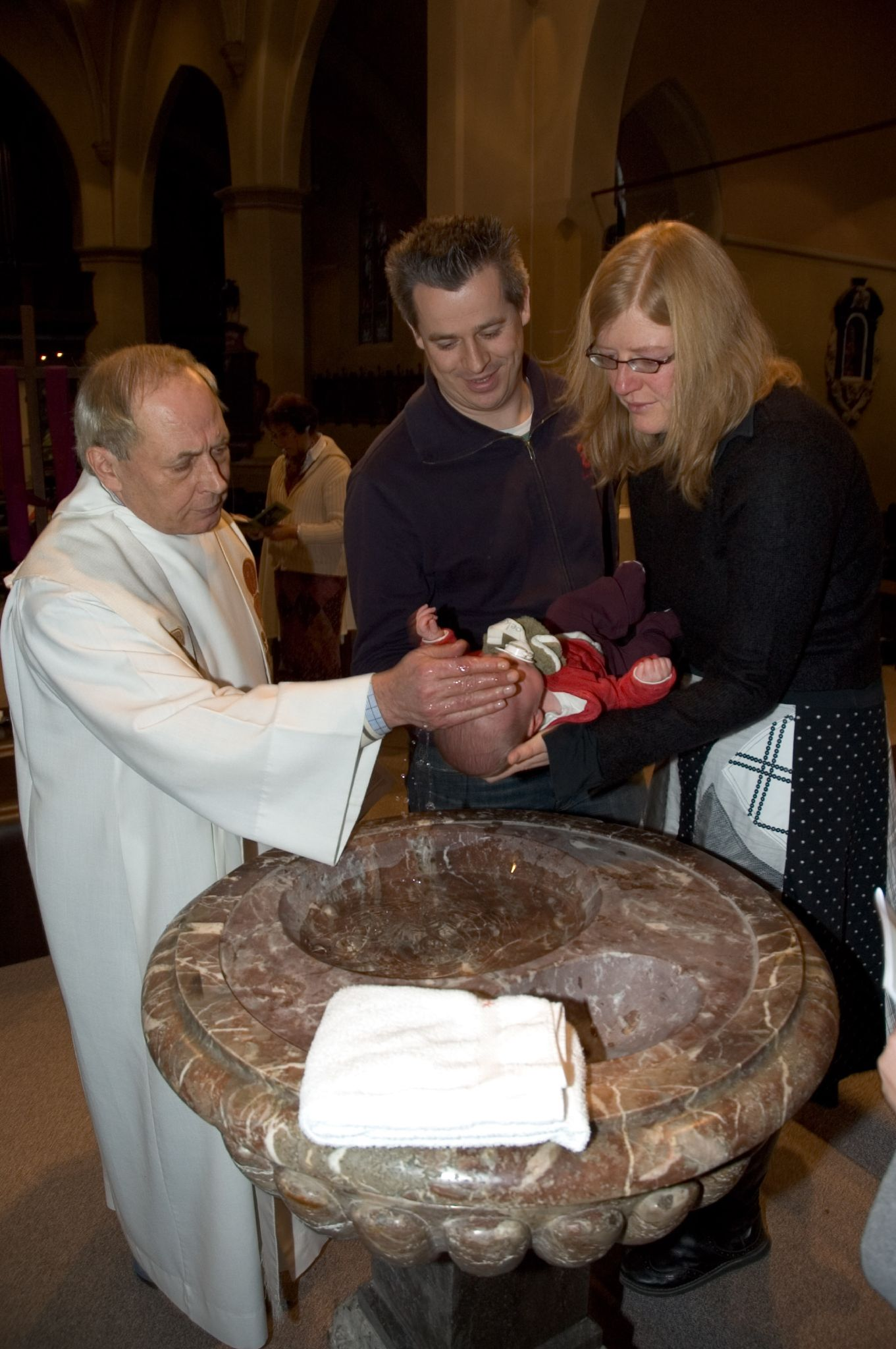
Křest malého dítěte litím

Křest litím, poléváním či afúzí (la. affusio) je způsob křtu, při kterém se křtěnému lije voda na hlavu. Slovo „afúze“ pochází z latinského affusio, což znamená „polévat“. Afúze je jedním ze čtyř křesťany používaných způsobů křtu, mezi něž patří také křest úplným ponořením, křest částečným ponořením a asperze neboli pokropení.
Křesťanské denominace, které křtí afuzí, nepopírají oprávněnost křtu potopením nebo ponořením; spíše se domnívají, že afuze je dostatečným, ne-li nutně vhodnějším způsobem křtu. Afúzi a asperzi obvykle používají křesťanské denominace, které rovněž křtí děti. Důvodem mohou být praktické obtíže a nebezpečí utonutí a podchlazení spojené s úplným ponořením kojence do studené vody. Pravoslavní a někteří římští katolíci však konají křest ponořováním kojenců (ačkoli kvůli odlišné teologii prvotního hříchu a historicky odlišnému přesvědčení o věčném osudu kojenců, kteří zemřou před křtem, pravoslavní obvykle odkládají křest, dokud není kojenci alespoň 40 dní, což nebezpečí ponoření značně snižuje). Amišové, mennonité starého řádu a konzervativní mennonité stále provádějí křest poléváním.

## Historie
Afúze se stala v západní církvi běžnou praxí kolem 10. století, ale používala se již mnohem dříve. Nejstarší výslovná zmínka o křtu afúzí se objevuje v Didaché (asi 100 n. l.), jejíž sedmá kapitola obsahuje pokyny, jak křtít, mezi něž patří i afúze:
...Nemáte-li však živou vodu, křtěte v jiné vodě, a nemůžete-li ve studené, křtěte v teplé. Nemáte-li však ani jedno, vylijte třikrát vodu na hlavu ve jménu Otce i Syna i Ducha svatého. (Ztučnění přidáno k původnímu textu.)
Z tohoto textu vyplývá, že první křesťané považovali afúzi za vhodnou alternativu ponoření v případě, že není k dispozici živá voda (tj. tekoucí voda jako řeka nebo pramen) nebo studená voda.
Skutky různých mučedníků ukazují, že mnozí byli pokřtěni ve vězení, kde čekali na mučednickou smrt; ponoření by bylo nemožné. Nejčastěji se však používaly pro nemocné nebo umírající, kteří nemohli vstát z lůžka. V důsledku toho se mu říkalo „křest nemocných“. Přijetí tohoto křtu bylo považováno za překážku ke svěcení, což však pramenilo z toho, že dotyčný odkládal křest do poslední chvíle (tzv. „klinik“) – tato praxe se ve čtvrtém století stala běžnou, lidé se zapisovali jako katechumeni, ale nebyli pokřtěni po celá léta či desetiletí. I když byla tato praxe v té době odsuzována, záměrem kritiky nebylo podporovat křest ponořením, ale zdržet se odkládání křtu.

## Křest litím a Bible
V novozákonní knize Skutky apoštolů se hovoří o „vylití“ Ducha svatého – Sk 2, 17–18 (Kral, ČEP); Sk 2, 33 (Kral, ČEP); Sk 10, 45 (Kral, ČEP). Žádný z těchto veršů se však nevztahuje přímo ke křtu. Může to také naznačovat, že Lukášovo pojetí křtu zahrnuje nebo umožňuje křest vylitím. Například o Letnicích byli učedníci pokřtěni Duchem svatým tak, že na ně byl Duch „vylit“ z nebe, nikoli tak, že by byli ponořeni do Ducha svatého, dokud nebyli zcela ponořeni.
Submerzionisté (přívrženci křtu ponořením do vody) říkají, že podobné pasáže se přímo netýkají křtu vodou, protože se, přísně vzato, týkají křtu Duchem svatým. Afúzionisté (přívrženci křtu litím vody) se však domnívají, že se nepřímo vztahují ke křtu vodou, protože nám říkají něco o obecném pojetí křtu bez ohledu na to, zda je prostředkem křtu voda nebo Duch.
Další důkaz toho, že Lukášovo pojetí křtu zahrnuje i polévání, vidí zastánci afúzionismu v tom, že si všímají další možné souvislosti mezi křtem vodou a křtem Duchem svatým. Ve Skutcích 10 je Petr „udiven, že dar Ducha svatého byl vylit i na pohany“ – Sk 10, 45 (Kral, ČEP). Petr na to reaguje slovy: „Může někdo těmto lidem zabránit, aby byli pokřtěni vodou? Přijali Ducha svatého stejně jako my“ – Sk 10, 47 (Kral, ČEP).
Afúzionisté čtou Petra tak, že říká: „Když na ně byl vylit Duch, tito lidé už byli pokřtěni Duchem, tak proč je vlastně nepokřtít vodou.“ Petrova slova chápou tak, že křest vodou je symbolickým obrazem křtu Duchem svatým. Pokud je to správně, tvrdí afúzionisté, pak by křest vodou měl být, nebo alespoň může být, vylitím, protože křest Duchem svatým, jehož je obrazem, se děje vylitím.
Pro afúzionisty je také pozoruhodné, že v Lk 11, 38 (Kral, ČEP) je v řečtině použito slovo ἐβαπτίσθη [ebaptisthē], a v latině baptizatus přičemž obě slova jsou na jiných místech použita ve významu křtu. V uvedeném Lukášově verši je však „obmytí“, o němž se mluví, částečné, podobně jako afúze.